# 鸿蒙 (操作系统)
鸿蒙（简称HMOS，开发代号Ark，正式名称为华为终端鸿蒙智能设备操作系统软件）是由华为公司2012年以来开发的分布式操作系统，于2019年8月正式发布。该系统利用「分布式」技术，将手机、电脑、平板、电视、汽车和智慧穿戴等多款设备融合成一个「超级终端」，使用户便于操作和共享各种设备的资源。因各设备平台不同，系统架构和内核也会有所不同。
鸿蒙系统版本1.0至4.3使用Android开源项目AOSP并融入OpenHarmony开发的移动端操作系统，在移动设备、手机和平板端支持鸿蒙应用和Android应用。
鸿蒙星河版（即鸿蒙系统版本5.0）则是抛弃Linux内核及AOSP代码的系统版本。该系统只支持鸿蒙系统的原生应用，不能原生運行Android应用與其插件，但可通过“卓易通”等类转义层使用Android应用。

## 系统架构
鸿蒙系统的架构涵盖四个层，其最底层为内核层，为其上的三个层，即系统服务层、框架层和应用层，提供基础的内核能力，这包括进程和线程管理、内存管理、文件系统、网络管理和外设管理等。
内核层包含内核子系统，该子系统支持多内核，包括Linux内核、LiteOS和鸿蒙微内核，可按各种智能设备选择所需内核。例如，在低功耗的设备上，如手表及物联网等设备，采用LiteOS内核以运行轻量的鸿蒙应用程序；在手机、平板以及PC等大内存设备上，采用Linux内核和OpenHarmony框架以运行鸿蒙应用程序，同时利用AOSP源代码以运行安卓应用。
鸿蒙系统的通信基座使用“分布式软总线”技术联通多款设备，可以集成一个虚拟的“超级终端”，允许一个设备控制其他设备，及共享分布在各款设备的数据资源。为了解决不同设备带来的安全问题，鸿蒙系统提供了基于硬件的可信执行环境，以防止敏感个人数据在存储或处理时泄露。
该系统支持多种形式的应用程序，包括在“华为应用市场”下载和安装的应用程序，及免安装的“快应用”和便捷的“元服务”（旧称“原子化”服务）。元服务可由用户在系统内搜寻“服务卡片”后启动或碰一碰设备直接启动。

## 歷史

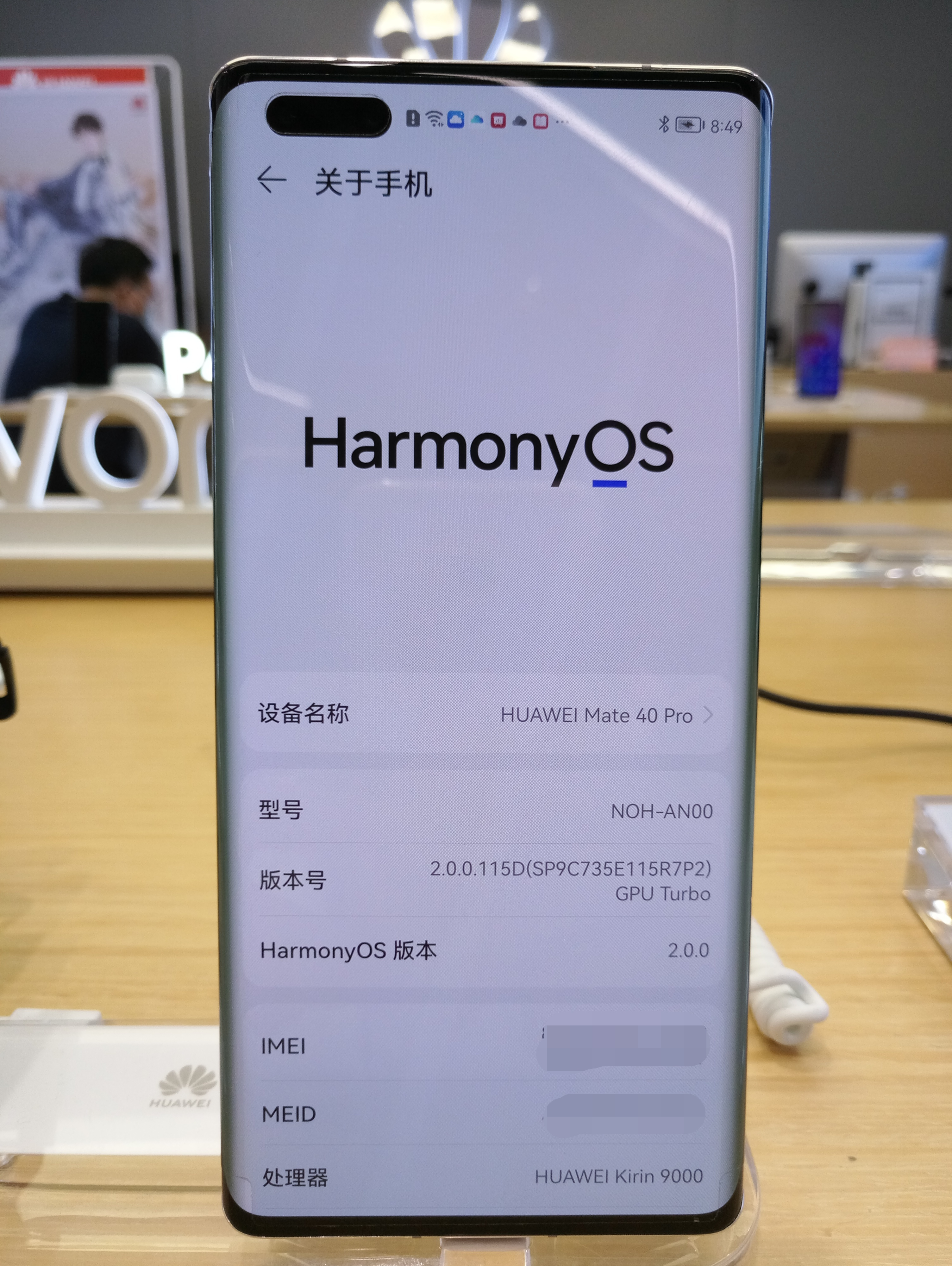
搭载鸿蒙OS 2.0的华为Mate 40 Pro手机

### 名称
2019年8月9日，华为消费者业务首席执行官余承东在开发者大会在谈及华为“鸿蒙”的英文名“Harmony”时表示，鸿蒙的中文意义具有“开天辟地”的意思，最接近的英语单词就是Genesis（开天辟地的意思），但英文名用汉语拼音“Hongmeng”表达鸿蒙不易发音，因此使用Harmony，希望给世界带来更多和平、方便。
2019年10月23日，华为轮值董事长徐直军在华为媒体沟通会上称，鸿蒙本来是用于华为内部一个内核的名字，目前是指全场景分布式鸿蒙操作系统。

### 原始目的
2019年6月24日，华为创始人任正非在《金融时报》专访中谈及鸿蒙操作系统时，表示鸿蒙操作系统主要应用于物联网，是一个面向确定时延系统的操作系统，实现系统端到端加密时延时精确到5毫秒，甚至更低的毫秒级乃至亚毫秒级；该系统的原始目的是为电信网络而设计的。
在2019年8月的华为开发者大会上，华为消费者业务首席执行官余承东表示鸿蒙操作系统主要面向物联网设备，如果由 Google 主导的开源操作系统 Android 不向华为开放，鸿蒙操作系统也可以搭载在智能手机上。

### HarmonyOS（AOSP時代）
HarmonyOS初始版本于2019年8月9日由华为在东莞市发布，并于次日推介首款搭载鸿蒙系统的产品“荣耀智慧屏”。
2020年12月16日，华为发布HarmonyOS 2手机开发者Beta版本，次年6月2日，华为举行线上发布会正式发布鸿蒙操作系统2.0，及公布搭载该系统的多款新产品，包括华为智能手机、平板电脑和智能手表，同时向现有用户分阶段推送系统更新。
2022年7月27日，华为HarmonyOS 3正式发布。
2023年8月4日，华为HarmonyOS 4正式发布。同时公开了鸿蒙星河版的开发者预览版。

### HarmonyOS NEXT（鸿蒙星河版）
2024年10月22日，华为正式发布HarmonyOS NEXT，正式发布版本号为5.0，即HarmonyOS 5。
2025年6月20日，华为宣布HarmonyOS 6开发者测试版，为HarmonyOS NEXT第二个大版本

## 系统特点

### 界面
鸿蒙系统界面主要源于EMUI的界面及包含其他功能。 除了需要点击才能显示其内容的标准文件夹之外，还可以放大文件夹，直接在主屏幕上显示其内容，而无需文本标签。
应用程序可以支持“片段”，用户在图标上向上滑动，即可弹出小窗口以显示应用程序的一部分功能（例如媒体播放器的控件或天气预报内容等），该片段也可以作为微件固定到主屏幕上。具有片段的应用程序在其图标下方带有下划线标识。应用程序和服务可以提供卡片；从HarmonyOS 3.0开始，卡片也可以用不同大小和形状的微件形式显示，以适应主屏幕布局，并且还可以堆叠显示。
鸿蒙系统的用户界面字体为HarmonyOS Sans。 它的设计目标是易于阅读、独特和通用。 该系统字体与基于EMUI 12、鸿蒙系统和Android第三方应用程序的对应字体，一起在整个操作系统中使用。

### 应用程序
作为鸿蒙系统的应用商店，华为应用市场可以分发Android的应用程序，及鸿蒙系统原生应用程序。有些原生应用程序在应用图标上加注“HMOS”角标以示分别。鸿蒙系统应用程序和Android应用程序都可以选择使用华为移动服务。 然而，只有鸿蒙系统原生应用程序可以访问分布式通信和卡片等功能。

#### 快应用和元服务
“快应用”是使用JavaScript和CSS编写的单页应用，可以添加到主屏幕。 快应用是基于由中国主流手机制造商组成的快应用联盟制定的行业标准。
“元服务”（旧称“原子化服务”）可以提供动态内容和功能。不需由用户安装，而由系统程序框架后台安装后即可使用。元服务可通过“服务中心”界面访问，并以卡片形式表示，可以添加到收藏夹列表或固定到主屏幕。 元服务还可以跨越多个不同设备使用。

### 超级终端
鸿蒙系统使用“超级终端”界面让不同设备之间可以跨平台交互和共享资源；在该界面上，用户可将附近的平板、电脑、智慧屏等设备图标拉到“雷达”屏幕中央加以配对。超级终端功能的实例，包括允许用户通过与配对的PC、智能电视或扬声器来播放保存在智能手机内的媒体；将PC屏幕录制分享回智能手机；在PC窗口中运行多个手机应用程序；在配对的智能手机和PC之间共享文件；在配对设备之间共享应用程序状态等。

### 星闪
HarmonyOS 4增加星闪功能，综合蓝牙和Wi-Fi的优点，加强时延、功耗、覆盖和安全等方面的要求。该功能涵盖两种接入技术模式：低功耗接入技术和基础接入技术模式。前者对标蓝牙，面向低功耗、低时延、高可靠性的应用场景，数据传输率可达蓝牙的6倍；后者对标Wi-Fi，专注于高速率、高容量、高精度的应用场景，数据传输率大约可达Wi-Fi的2倍。

### OpenHarmony
HarmonyOS包含了部分或全部OpenHarmony的源代码。目前用于智能手机等设备中有些HarmonyOS會包含Linux和Android的部分源代码，可实现Android应用的安装与运行，并具有其功能和特性。

## 鸿蒙应用生態
相对Android以APK文件格式打包成Android应用程序，鸿蒙应用程序是以APP格式打包及发布到华为应用市场。每个APP应用程序由一个或多个HAP（HarmonyOS Ability Package）部署包及pack.info文件组成。
华为应用市场提供用户下载和安装可兼容鸿蒙系统的Android应用，及基于鸿蒙系统而开发的鸿蒙应用程序。部分鸿蒙应用程序在图标上附有“HMOS”角标，而图标有下划线的应用则支持鸿蒙系统的“卡片”特性。根据鸿蒙系统特性而设计的应用程序不能安装在Android系统的手机上使用。
鸿蒙应用和Android应用程序均可选用“华为移动服务”，然而，鸿蒙应用程序可使用系统内的分布式技术联通多款设备，而Android应用程序不支持鸿蒙系统内的该项技术。
根据报导至2021年6月，鸿蒙系统有近50万的鸿蒙应用开发者。
截至2024年1月，已有200余款应用宣布开发鸿蒙版应用，38万以上开发者通过鸿蒙认证，已有60多款游戏宣布加入鸿蒙生态合作，超过70款游戏已经完成鸿蒙原生应用开发。其中爱奇艺、小红书、喜马拉雅、同花顺、瑞幸咖啡、石墨文档、360浏览器、360天气大师、洪恩识字、倩女幽魂手游、《三国杀》系列游戏已经完成初版本开发。bilibili、微博、网易游戏、米哈游、云闪付、支付宝等应用开发启动。

### 软件开发
华为于2020年9月9日发布了应用开发平台DevEco Studio，该平台是基于IntelliJ IDEA的开源社区版本打造的，用于开发鸿蒙应用软件。平台上具有集成开发工具DevEco Device Tool，用于定制鸿蒙应用组件、编码、编译和可视化调试，类似于其他第三方集成开发环境（IDE），例如适用于Windows、Linux和macOS作业系统的源代码编辑器Visual Studio Code。
软件开发者同时可利用ArkUI开发框架构建分布式应用界面。该开发框架按照鸿蒙软件的设计原则提供所需的用户界面组件和实时预览工具，组件包括按钮、列表、对话框和导航等元素。鸿蒙应用界面构建之后，即可使用Deveco Studio编码、编译、调试和产生鸿蒙应用软件包。
鸿蒙应用软件包称之为App Pack，即以.app后缀的APP文件，可在华为应用市场发布。每个APP文件包含一个或多个鸿蒙系统能力部署包（HarmonyOS Ability Packages，简称“HAP”)，部署包中可容纳库文件、资源文件和配置文件的代码，以及包含配置信息的JSON文件。
除了使用OpenHarmony系统服务层运行APP文件，鸿蒙系统利用Linux内核抽象层子系统和AOSP设备固件EMUI以兼容Android APK文件和应用软件包 (Android App Bundle, AAB)，使鸿蒙应用软件和Android兼容应用软件都可发布于华为应用市场。
鸿蒙分布式操作系统可让开发人员“一次开发、多设备部署”的方式编写应用程序，这些设备可概括手机、平板电脑、个人电脑、电视、汽车、智能手表、OpenHarmony单板计算机以及智能音箱等无屏幕物联网设备。
据报道，截至2023年8月，已有超过220万开发者参与开发鸿蒙应用程序。

### 市场
2021年12月23日，华为消费者业务首席执行官余承东表示已有3亿台设备搭载鸿蒙操作系统，其中包括2亿台生态系统设备和1亿台来自行业合作伙伴的第三方消费产品。
2022年3月27日，由於受美國制裁影響，俄羅斯BQ公司生產的手機無法使用谷歌公司提供的Android系統，該公司轉而測試鴻蒙作業系統。不過華為回應，目前尚未決定在海外正式大規模啟用鴻蒙。
据Strategy Analytics的市场研究显示，鸿蒙操作系统自2021年6月推出智能手机操作系统以来，已于次年第一季度在中国的市场份额占有4%，是继iOS和Android之后的第三大智能手机平台。至2022年12月，鸿蒙已有超过3.3亿用户。
2023年8月4日，华为常务董事余承东在华为开发者大会上，公布鸿蒙生态的进展，表示使用鸿蒙生态的设备数量已超过7亿。
据Counterpoint Research发布数据显示，2024年第一季度，鸿蒙操作系统在全球的市场份额达到4%，在中国市场占据17%，并首次超过iOS成为中国第二大移动平台。根据华为开发者大会的报告，截至2024年6月21日，鸿蒙操作系统活跃用户已达9亿。

## 設備支持

### HarmonyOS生态合作
华为、荣耀终端、魅族、美的、格力、九阳、方太、360、苏泊尔、长虹、创维等。

### 系统版本
| 版本号 | 发布时间       | 正式推送时间   | AOSP/Android 版本  | 对应openharmony API最高版本 | 海外命名    |
| ------ | -------------- | -------------- | ------------------ | --------------------------- | ----------- |
| 1.0    | 2019年8月9日   | 仅用于智慧屏   | Android 9          | 无                          | -           |
| 2.0.0  | 2020年9月10日  | 2021年6月2日   | Android 9/10       | 6                           | EMUI 12.0.0 |
| 2.0.1  | 2021年7月29日  | 2021年7月29日  | Android 11         | 6                           | EMUI 12.0.1 |
| 3.0    | 2021年10月22日 | 2022年7月27日  | Android 9/10/11/12 | 8                           | EMUI 13     |
| 4.0    | 2023年8月4日   | 2023年8月4日   | Android 10/11/12   | 9                           | EMUI 13.1   |
| 4.2    | 2024年4月11日  | 2024年4月11日  | Android 11/12      | 9                           | EMUI 14     |
| 4.3    | 2024年11月26日 | 2024年11月26日 | Android 12         | 9                           |             |
| 5.0    | 2024年8月4日   | 2025年3月20日  | -                  | 15                          |             |
| 6.0    | 2025年6月20日  |                | -                  | 20                          |             |

目前華為鴻蒙版本已經推出如上表，而各版本之可支持設備方面具體則列於下面：

### HarmonyOS 1
- 荣耀智慧屏、荣耀智慧屏Pro、华为智慧屏V75、华为智慧屏V55i、华为智慧屏X65

### HarmonyOS 2
2021年6月2日华为新品发布会上公布了首批可升级HarmonyOS 2.0正式版的设备名单。7月8日，华为公布第二批可升级HarmonyOS 2.0正式版的设备名单。7月29日，华为发布P50系列，该系列出厂预置HarmonyOS 2.0系统。

#### 手机
| 华为手机HarmonyOS 2支持机型 | 华为手机HarmonyOS 2支持机型 |
| --------------------------- | --- |
| 华为Mate系列                | Mate Xs2、Mate X2、Mate Xs、Mate X、Mate 40系列、Mate 30系列、Mate 20系列、Mate 10系列、Mate RS保时捷设计、Mate 9系列                                                           |
| 华为P系列                   | P50系列、P40系列、P30系列、P20系列、P10系列 |
| 华为nova系列                | nova10系列、nova9系列、nova9 SE、nova8系列、nova8 SE、nova8 SE活力版、nova7系列、nova7 SE系列、nova6系列、nova6 SE、nova5系列、nova5i系列、nova5z、nova4、nova3、nova3i、nova2s |
| 华为畅享系列                | 畅享50系列、畅享20Pro 5G、畅享20Plus 5G、畅享20 5G、畅享Z 5G、畅享10S、畅享9S、畅享9Plus                                                                                        |
| 华为麦芒系列                | 麦芒9、麦芒8 |
| 荣耀数字系列                | 荣耀30系列、荣耀30S、荣耀30青春版、荣耀20系列、荣耀20S、荣耀20青春版、荣耀20i、荣耀10、荣耀10青春版、荣耀9                                                                      |
| 荣耀V系列                   | 荣耀V30系列、荣耀V20系列、荣耀V10、荣耀V9 |
| 荣耀X系列                   | 荣耀X10系列、荣耀9X系列、荣耀8X |
| 荣耀其他系列                | 荣耀Magic2、荣耀Play4系列、荣耀Play4T Pro、荣耀Play3、荣耀Play、荣耀Note10 |

- 除了华为手机，鼎桥通讯的M系列和P系列、中邮的Hi nova系列、中国移动的Nzone系列、中国联通的优畅享系列、中国电信的麦芒系列 等品牌，均搭载EMUI12（HarmonyOS 2.0）的深度定制版本支持。

#### 手表
- 华为WATCH GT 3、华为WATCH GT 3 Pro、华为WATCH GT 3 保时捷设计、华为WATCH GT 3 Pro典藏款、华为WATCH GT Runner、华为WATCH GT Cyber、华为WATCH Ultimate、华为WATCH 3、华为WATCH 3 Pro、华为WATCH 3 Pro new、华为WATCH Buds、华为WATCH GT 2、华为WATCH GT 2 Pro、华为WATCH GT 2e

#### 平板
- 华为MatePad 11、华为MatePad Pro系列、华为MatePad 10.8英寸、华为MatePad10.4英寸、华为平板M6系列、华为平板M5系列、华为平板M5青春版8英寸、华为平板M5青春版10.1、华为畅享平板10.1英寸
- 荣耀平板6 10.1英寸、荣耀平板X6、荣耀平板V6（仅子型号KRJ-W09/KRJ-AN00）、荣耀平板5 8英寸、荣耀平板5 10.1英寸

#### 打印机
- 华为激光打印机PixLab X1[84]

### HarmonyOS 3
截至2023年1月31日，已有62款设备获得HarmonyOS 3正式版升级，1款设备开启公测招募，11 款设备开启花粉Beta测试。
2023年2月22日，荣耀设备开始进行HarmonyOS 3的Beta版本招募，首批机型为荣耀30系列。

#### 手机
| 华为手机HarmonyOS 3支持机型 | 华为手机HarmonyOS 3支持机型 |
| --------------------------- | --- |
| 华为Mate系列                | Mate Xs2、Mate X2、Mate Xs、Mate X、Mate 50系列、Mate 40系列、Mate 30系列、Mate 20系列、Mate 10系列、Mate RS保时捷设计                                                                                  |
| 华为P系列                   | P50系列、P40系列、P30系列、P20系列 |
| 华为nova系列                | nova10 Pro、nova10、nova9系列、nova8系列、nova8 SE、nova7系列、nova7 SE系列、nova6系列、nova6 SE、nova5系列、nova4、nova4e                                                                              |
| 华为畅享系列                | 畅享50 Pro、畅享50、畅享20 Pro、畅享20、畅享20 Plus、畅享Z、畅享10S、畅享10 Plus、畅享9S |
| 华为麦芒系列                | 麦芒9、麦芒8 |
| 荣耀系列                    | 荣耀30系列、荣耀V30系列、荣耀20系列、荣耀V20、荣耀V20 MOSCHINO联名版、荣耀Magic2、荣耀Play4、荣耀Play4T Pro、荣耀X10 MAX、荣耀9X系列、荣耀10系列、荣耀V10、荣耀9、荣耀V9、荣耀Play3、荣耀Note10、荣耀8X |
| 其它                        | Pocket S |

#### 手表
- 华为WATCH ULTIMATE DESIGN、华为WATCH GT 3、华为WATCH GT 3 Pro、华为WATCH GT 3 保时捷设计、华为WATCH GT 2022典藏款、华为WATCH GT 3 Pro典藏款、华为WATCH GT Runner、华为WATCH GT Cyber、华为WATCH Ultimate、华为WATCH 3、华为WATCH 3 Pro、华为WATCH 3 Pro new、华为WATCH Buds

#### 平板
- 华为MatePad Pro 12.6英寸 2021、华为MatePad 11、华为MatePad Pro 10.8英寸 2021、华为MatePad Pro 10.8英寸、华为MatePad Pro 5G 10.8英寸、华为MatePad 10.8英寸、华为MatePad 10.4英寸 2022悦动版、华为MatePad 10.4英寸 2022、华为MatePad 10.4英寸、华为MatePad 5G 10.4英寸

#### 智慧屏
- 华为智慧屏V75super、华为智慧屏V98、华为智慧屏V55 2021、华为智慧屏V65 2021、华为智慧屏V75 2021、华为智慧屏V85 2021

### HarmonyOS 3.1
2023年3月23日，华为发布华为P60系列及华为MateX3，成为首批搭载HarmonyOS 3.1的机型。

### HarmonyOS 4
2023年8月4日，华为在HDC 2023上发布HarmonyOS 4。
HarmonyOS 4以后，API等级9的OpenHarmony原生应用可以在HarmonyOS上运行。
2023年8月，国外极客玩家组织Mystic GSI updates放出可开机的HarmonyOS 4版本高通机型通用系统镜像刷机包，经多方验证该刷机包目前支持以AOSP11或者12作为包底层进行刷机，可刷机的机型需支持Project Treble，处理器最低配置为高通骁龙835，最高配置为高通骁龙8+ Gen1。这标志着将移动端的鸿蒙系统刷入其他品牌设备成为现实。经网友实测Mystic的刷机包虽然能开机，但点击设置应用会出现闪崩情况。后Nippon GSI updates组织亦放出HarmonyOS 4版本的刷机包，解决了Mystic刷机包存在的设置应用闪崩bug。不过这两个版本刷机包刷入的HarmonyOS 4.0版本都缺少华为放置在自行定制分区鸿蒙核心功能组件，导致出现主题默认壁纸以及部分界面UI和动画退回了EUMI时期以及部分鸿蒙核心功能无法正常使用的bug。OpenHarmony在此版本是以容器形式存在的，由于刷机底包的内核并未启用容器，就需要修改Liunx内核，OpenHarmony才能被启动，OpenHarmony组件能力及HAP应用需要依赖此容器环境运行，所以目前仅有AOSP兼容部分正常运行。
2023年11月3日，华为官方公布HarmonyOS 4后续更新计划，华为Mate 20、P30等12 款手机明年一季度可升级至HarmonyOS 4。
2024年3月12日，华为HarmonyOS 4新体验版本系统开启尝鲜招募，版本号为4.0.0.200。支持部分手机、平板及智慧屏产品升级。

#### 手机
| 华为手机HarmonyOS 4支持机型 | 华为手机HarmonyOS 4支持机型                                                                                          |
| --------------------------- | --- |
| 华为Mate系列                | Mate X5、Mate X3、Mate Xs2、Mate X2、Mate Xs、Mate X、Mate 60系列、Mate 50系列、Mate 40系列、Mate 30系列、Mate20系列 |
| 华为P系列                   | P60系列、P50系列、P40系列、P30系列                                                                                   |
| 华为nova系列                | nova12系列、nova11系列、nova10系列、nova9系列、nova8系列、nova7系列、nova6系列、nova5 Pro                            |
| 华为畅享系列                | 畅享70、畅享70Pro、畅享60X、畅享60Pro、畅享50Pro                                                                     |
| 荣耀系列                    | 荣耀30系列、荣耀V30系列、荣耀Play4 Pro、荣耀20系列、荣耀V20、荣耀Magic2                                              |
| 华为Pocket系列              | Pocket S、Pocket 2                                                                                                   |

#### 平板
- 华为MatePad Pro 12.6英寸 2022、华为MatePad Pro 12.6英寸 2021、华为MatePad Pro 11英寸性能版、华为MatePad Pro 11英寸、华为MatePad Pro 11英寸 2023、华为MatePad Pro 10.8英寸 2021、华为MatePad 11、华为MatePad Air、华为MatePad 2023

#### 手表
- 华为WATCH 4、华为WATCH 4 Pro、华为WATCH GT 4、华为WATCH ULTIMATE DESIGN、华为WATCH GT 3、华为WATCH GT 3 Pro、华为WATCH GT 3 保时捷设计、华为WATCH GT 2022典藏款、华为WATCH GT 3 Pro典藏款、华为WATCH GT Runner、华为WATCH GT Cyber、华为WATCH Ultimate、华为WATCH 3、华为WATCH 3 Pro、华为WATCH 3 Pro new、华为WATCH Buds

#### 智慧屏
- 华为智慧屏V65 3代、华为智慧屏V75 3代、华为智慧屏V65 Pro、华为智慧屏V75 Pro、华为Vision智慧屏Z65 电竞版、华为Vision智慧屏Z75 电竞版、华为智慧屏 S3 Pro、华为Vision智慧屏 3

#### 其它
- 华为路由AX3 Pro、华为路由AX2 Pro、华为凌霄子母路由Q6E、华为智能门锁

### HarmonyOS 4.2
2024年4月11日，华为公布HarmonyOS4.2升级计划，支持超180款设备。首批24款设备包括Mate 60系列、Mate 50 系列、Pocket 2 系列、MateX5系列、MateX3系列以及P60系列。
| 华为手机HarmonyOS 4.2支持机型 | 华为手机HarmonyOS 4.2支持机型                                                                                     |
| ----------------------------- | --- |
| 华为Mate系列                  | Mate XT、Mate X5、Mate X3、Mate Xs2、Mate X2、Mate Xs、Mate X、Mate 60系列、Mate 50系列、Mate 40系列、Mate 30系列 |
| 华为P系列                     | P60系列、P50系列、P40系列                                                                                         |
| 华为nova系列                  | nova12系列、nova11系列、nova10系列、nova9系列、nova8系列、nova7系列、nova6系列                                    |
| 华为畅享系列                  | 畅享70Pro、畅享60Pro、畅享60X、畅享50Pro                                                                          |
| 荣耀系列                      | 荣耀30系列、荣耀V30系列、荣耀Play4 Pro                                                                            |
| 华为Pocket系列                | Pocket S、Pocket 2                                                                                                |

#### 平板
- 华为MatePad Pro 13.2英寸、华为MatePad Pro 13.2英寸 典藏版、华为MatePad Pro 12.6英寸 2022、华为MatePad Pro 12.6英寸 2021、华为MatePad Pro 11英寸性能版、华为MatePad Pro 11英寸、华为MatePad 11英寸 2023、华为MatePad Pro 10.8英寸、华为MatePad Pro 10.8英寸 5G、华为MatePad 10.8英寸、华为MatePad 11、华为MatePad Air、华为MatePad 2023

#### 手表
- 华为WATCH 4、华为WATCH 4 Pro、华为WATCH GT 4、华为WATCH Ultimate、华为WATCH ULTIMATE DESIGN、华为WATCH Buds、华为手环9、华为手环8

#### 耳机
- 华为Freebuds Pro 3、华为Freebuds Pro 3龙年典藏款、华为Freebuds Pro 2/2+、华为FreeClip、华为Freebuds 5

#### 智慧屏
- 华为智慧屏V55 2021款/65 2021款/75 2021款/85 2021款、华为智慧屏V5 85英寸、华为智慧屏V5 Pro 85/98英寸、华为智慧屏V98/75/65、华为智慧屏V75 3代/65 3代、华为智慧屏V75 Pro、华为智慧屏V65i/55i、华为Vision智慧屏 65/75/86英寸、华为Vision智慧屏 3 65/75/86英寸、华为Vision智慧屏 Z65 电竞版/Z75 电竞版、华为Vision智慧屏 SE3 55/65/75英寸、华为智慧屏S3 Pro 65/75/86英寸、华为智慧屏S55 2代/65 2代/75 2代、华为智慧屏S55/65/75、华为智慧屏S65i Pro、华为智慧屏S55 Pro、华为智慧屏S65 Pro/75 Pro/86 Pro、华为智慧屏SE 55/65/75、华为智慧屏 SE 55 畅连通话版/65 畅连通话版、华为智慧屏 SE55A 会员版、华为智慧屏 SE43 MEMC版/55 MEMC版/65 MEMC版/75 MEMC版、华为智慧屏 SE55 Pro MEMC版/65 Pro MEMC版、华为智慧屏X65

#### 其它
- 华为Sound X NEW、华为Sound X 2021、华为路由BE3 Pro、华为路由AX6/6 Pro/6 Pro new、华为路由AX3/3 Pro/3 Pro new、华为路由AX2 Pro、华为凌霄子母路由Q6/Q6E/Q6网线版、华为智能门锁、华为家庭存储、华为智慧眼镜2

### HarmonyOS 4.3
2024年11月26日，华为在Mate品牌盛典上宣布HarmonyOS 4.3，搭载于Mate 70系列与Mate X6上。HarmonyOS 4.3版本将与搭载HarmonyOS NEXT的鸿蒙NEXT先锋版本共同销售，供消费者选择，同时HarmonyOS 4.3版本亦可从HarmonyOS 4.3直接升级至HarmonyOS NEXT。

## 反响

### 命名
《海南日報》评论称，鸿蒙一名源自中国神话，华为布局万物互联的战略均围绕其展开，暗示其开辟一个自主的全新科技天地的雄心，符合「鸿蒙」万物初始的概念。

### 政策
据南京日报报道，南京市数字经济产业处处长郑炜称南京将「全力支持鸿蒙生态，打造『鸿蒙之城』」。

## 爭議

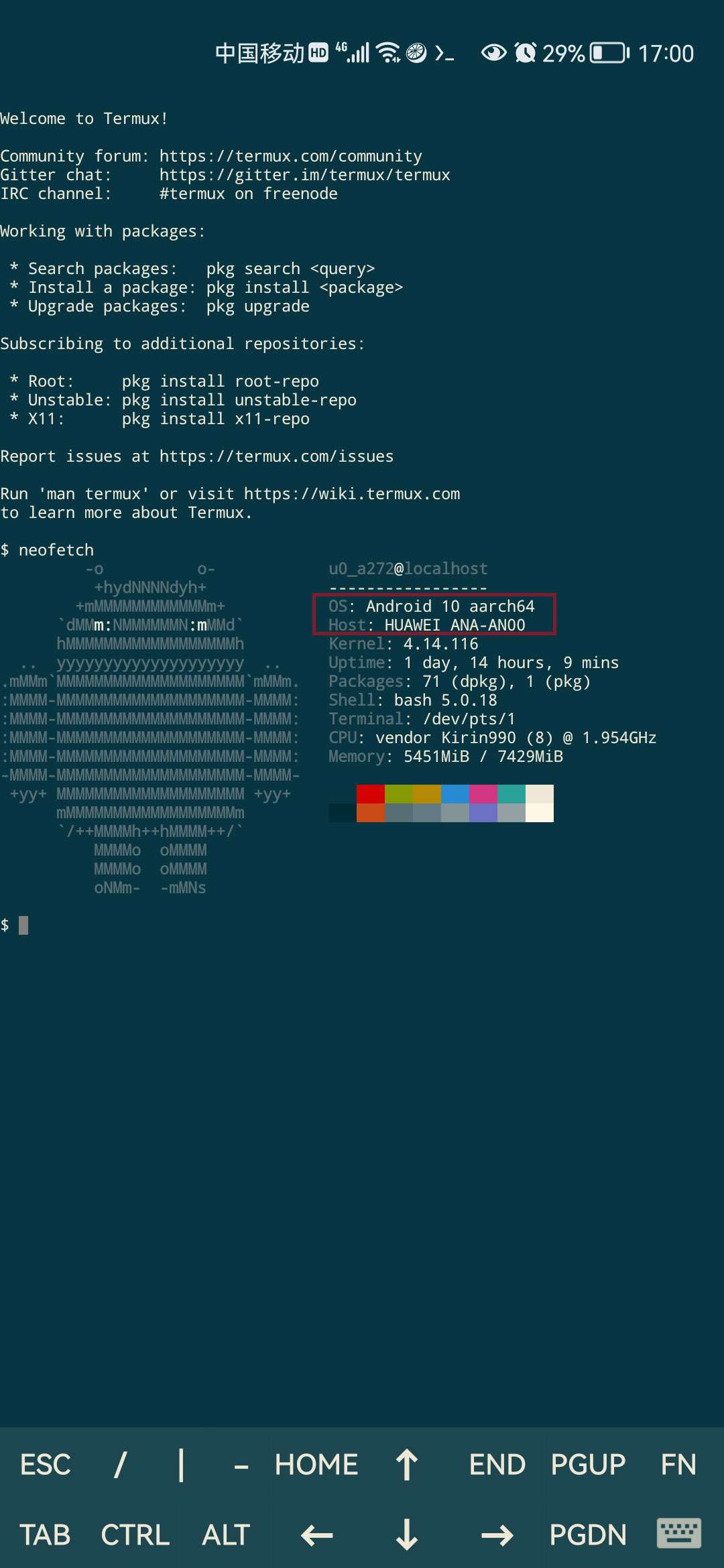
手机版鸿蒙在 Termux 软件内显示Android 10

### 商标
华为于2019年5月20日向国家知识产权局提交“鸿蒙系统”的商标注册申请，但是国家知识产权局于2020年5月驳回其申请，因为商标近似而易引起消费者混淆。2020年8月，华为向北京知识产权法院申诉，要求撤销国家知识产权局的《驳回申请决定书》，并通过华为的相关商标申请。北京知识产权法院于2021年5月12日驳回华为的诉讼请求。此后在6月，据国家知识产权局发布的商标公告，“鸿蒙”商标已被惠州市契贝科技有限公司转让予华为。

### 作業系統基於Android
2019年8月10日，有網友在微博上曝光了一張搭載鴻蒙系統的榮耀智慧屏照片，照片顯示榮耀智慧屏的高級設置有“撤銷ADB調試授權”的選項，網友懷疑鴻蒙系統基於開源Android架構開發。
鸿蒙操作系统2.0测试版本于2020年9月10日发布后，华为亦公开了开源鸿蒙OpenHarmony的代码。互联网上出现了不同的声音，一方认为鸿蒙是基於Android開發的作業系統，质疑鸿蒙只是把外表改了的Android；一方则认为鸿蒙是华为自主研发的操作系统，在智能手机和智能平板应用上向前与Android兼容。
技术新闻资讯网站Ars Technica于2021年2月依据开发者权限取得鸿蒙操作系统2.0测试版本，并指出该系统的基本部分，实际上为“没有明显变化的 Android 10”的底層，尽管该平台中大部分的“Android”字眼都改成了“HarmonyOS”，但在一些地方還是能不时出現“版本 10”之类的字眼。
2021年5月8日，GitHub上有一位用户上传了HarmonyOS 2.0系统包解包后的文件，他根据内容判断现阶段HarmonyOS与Android并没有明显差别，实际上类似“EMUI 11.1”，并不是设想中的“只是用了AOSP兼容层”。
2022年12月，有网民发现鸿蒙操作系统3.0在将语言更改为英文后，“系统”app会显示为"Android System"，这一发现再次引发了争议。华为随后紧急推送了系统补丁更新将Android字样删除。
截至2024年5月，最新的鸿蒙操作系统4.2版本仍旧基于AOSP 12开发，并有开发者因此制作了相关GSI镜像。
媒體認為初期基於Android的系統無可厚非，過去三星和諾基亞、微軟都被生態打垮，但即使中國大陸沒有谷歌商店的競爭，在世界上範圍想和Android竞争也仍然很困難。mashdigi分析系统結構指出，鸿蒙是在开源Android编码内容的基础上构建的，而开源形式的OpenHarmony 2.0大约包含460万行编码，连接1.8万组API内容，这大约是Android 10相应API数量的一半左右。与此同时，整体安装所需存储空间仅相当于Android 10的60%到70%，並大量插入自己的子系統，這種輕量化也許會有一些吸引點，但是考慮到全面的制裁，社區的發展還需要時間的磨練和積累。

## 参閱
- 鸿蒙星河版
- OpenHarmony
- 分布式操作系统
- 移动操作系统比较